# Pensionsgrundande inkomst
Den pensionsgrundande inkomsten är ett begrepp som gäller svenska förhållanden och innebär bruttoinkomst minus den allmänna pensionsavgiften. Detta gäller dock bara om inkomsten överstiger 42,3% av 7,5 inkomstbasbelopp per år. Exempelvis var inkomstbasbeloppet år 2015 58100 kronor, vilket ger en övre gräns på 36312 kr i månaden och en undre gräns på 15360 kr om året. Om inkomsten understiger gränsen har man ingen pensionsgrundande inkomst. Överstiger inkomsten 36312 kr i månaden konfiskerar staten hela pensionsavsättningen för den del av lönen som överstiger 36312 kr. 
Som inkomst räknas bland annat inkomst från anställning, inkomst från näringsverksamhet och skattepliktiga inkomster från socialförsäkringen, till exempel sjukpenning, föräldrapenning och arbetslöshetsersättning.
Den allmänna pensionsavgiften var år 2008 7% av inkomsten.Det innebär att om du arbetar och har en lön på 25000 kr före skatt blir alltså din pensionsgrundande inkomst 23250 kr, dvs. 93% av 25000.